# Hugo Rongieras
Pas d'image ? Cliquez ici

a Compétitions nationales et continentales officielles uniquement.

Dernière mise à jour le 15 octobre 2011.
Hugo Rongieras, né le 4 septembre 1986, est un joueur de rugby à XV français qui évolue au poste de troisième ligne aile (1,92 m pour 106 kg). Son frère Romain Rongieras est également rugbyman professionnel.

## Carrière
- Jusqu'en 2007 : CA Périgueux
- 2007-2011 : FC Auch
- 2011-2014 : CA Périgueux
- 2014-2015 : UA Libourne